# Temelucha novaconcordica
Temelucha novaconcordica là một loài tò vò trong họ Ichneumonidae.